# Bernard Kolélas
Bernard Kolélas (Mboloko, 12 giugno 1933 – Parigi, 13 novembre 2009) è stato un politico della Repubblica del Congo, Primo ministro dal settembre all'ottobre 1997.
Esponente del Movimento Congolese per la Democrazia e lo Sviluppo Integrale, si candidò alle elezioni presidenziali del 1992, in occasione delle quali ottenne il 20,4% dei voti al primo turno e il 38,7% al ballottaggio, venendo sconfitto da Pascal Lissouba.
| Controllo di autorità | VIAF (EN) 2511126 · ISNI (EN) 0000 0001 1466 077X · LCCN (EN) n2008068737 · BNE (ES) XX1115567 (data) · BNF (FR) cb12160850m (data) |